# Klaus Gaßner
Klaus Gaßner (* 1962 in Bruchsal) ist Historiker und Kirchenmusiker sowie Autor und Chefredakteur des Konradsblattes.

## Leben und Wirken
Klaus Gaßner besuchte das Leibniz-Gymnasium Östringen. Er studierte nach dem Abitur Mittlere und Neuere Geschichte sowie Volkswirtschaftslehre an der Ruprecht-Karls-Universität Heidelberg. Dem Abschluss seiner Studien 1988 mit dem Magister Artium schloss sich eine Forschungsarbeit zur Geschichte an. Mit seiner Dissertation Schatthausen: eine Vogtsherrschaft in der frühen Neuzeit wurde er 1993 magna cum laude in Heidelberg promoviert. 
Ein Auslandsstudium an der Universität Lyon II und Gaststudien an der Hochschule für Jüdische Studien Heidelberg sowie am Evangelischen Kirchenmusikalischen Institut in Heidelberg ergänzten seine akademischen Studien. Am Bischöflichen Institut für Kirchenmusik in Speyer legte er 1981 die C-Prüfung ab.
Gaßner war bereits während seines Studiums als freier Journalist für die Badischen Neuesten Nachrichten (BNN), die Stuttgarter Zeitung und die Deutsche Presse-Agentur aktiv. Nach dem Einstieg 1993 als Volontär der BNN wurde er dort Redakteur für Landespolitik und später für Politik/Bundesgerichte. Von 2007 bis 2020 leitete er die Gesamtredaktion der BNN. 
Im Jahr 2016 unterstützte er als Mitglied der Resonanzgruppe das Projekt „Ordinariat 2016“. Er ist Autor mehrerer historischer Bücher. Sein Amt als Chefredakteur beim Konradsblatt trat er 2020 an.
Gaßner ist verheiratet und Vater einer erwachsenen Tochter. Er ist nebenberuflich seit 1978 als Organist an St. Lambertus (Mingolsheim) tätig.